# فهرست شخصیت‌های پسران

پسران، طوری که در کتاب کمیک، و در سریال تلویزیونی به تصویر کشیده شده‌اند

در ادامه فهرستی از شخصیت‌های داستانی سری کمیک پسران، ساخته‌شده توسط گارث انیس و داریک رابرتسون، و فرنچایز رسانه‌ای متعاقب آن توسط اریک کریپک، متشکل از یک اقتباس لایو اکشن، مجموعه اینترنتی هفت در ۷، مجموعه آنتولوژی پویانمایی بزرگسالان پسران تقدیم می‌کند: دایابولیکال و سریال اسپین‌آف لایو اکشن جن وی ارائه شده است.

## نمای کلی
کلید
  اصلی (ذکرشده در تیتراژ)
  تکرارشونده (۳ قسمت یا بیشتر)
  مهمان (۱–۲ قسمت)

### بازیگران اصلی
| شخصیت                                 | بازیگر            | پسران           | پسران           | پسران           | پسران           | جن وی           |
| شخصیت                                 | بازیگر            | ۱               | ۲               | ۳               | ۴               | جن وی           |
| ------------------------------------- | ----------------- | --------------- | --------------- | --------------- | --------------- | --------------- |
| بیلی بوچر                             | کارل اربن         | اصلی            | اصلی            | اصلی            | اصلی            | مهمان           |
| هیوئی کمپل                            | جک کواید          | اصلی            | اصلی            | اصلی            | اصلی            | Does not appear |
| جان گیلمن / هوم‌لندر                   | آنتونی استار      | اصلی            | اصلی            | اصلی            | اصلی            | مهمان ویژه      |
| آنی جینووری / استارلایت               | ارین موریارتی     | اصلی            | اصلی            | اصلی            | اصلی            | Does not appear |
| مگی شا / کوئین میو                    | دومینیک مک الیگوت | اصلی            | اصلی            | اصلی            | ن/م             | Does not appear |
| رجی فرانکلین / اِی-ترین                | جسی آشر           | اصلی            | اصلی            | اصلی            | اصلی            | مهمان ویژه      |
| ماروین تی. میلک / مادرز میلک (ام. ام) | لاز آلونسو        | اصلی            | اصلی            | اصلی            | اصلی            | Does not appear |
| کوین موسکویتز / دِ دیپ                 | چیس کرافورد       | اصلی            | اصلی            | اصلی            | اصلی            | مهمان ویژه      |
| سرجه / فرنچی                          | تومر کاپون        | اصلی            | اصلی            | اصلی            | اصلی            | Does not appear |
| کیمیکو میاشیرو / زن                   | کارن فوکوهارا     | اصلی            | اصلی            | اصلی            | اصلی            | Does not appear |
| ایروینگ / بلک نوآر                    | ناتان میچل        | اصلی            | اصلی            | اصلی            | Does not appear | Does not appear |
| بلک نوآر ۲                            | ناتان میچل        | Does not appear | Does not appear | Does not appear | اصلی            | Does not appear |
| مادلین استیلول                        | الیزابت شو        | اصلی            | مهمان           | Does not appear | Does not appear | مهمان ویژه      |
| اشلی بارت                             | کلبی مینیفی       | تکرارکننده      | اصلی            | اصلی            | اصلی            | مهمان ویژه      |
| استورم‌فرانت                           | آیا کش            | Does not appear | اصلی            | مهمان ویژه      | Does not appear | Does not appear |
| ویکتوریا «ویک» نیومن                  | کلودیا دومیت      | Does not appear | تکرارشونده      | اصلی            | اصلی            | مهمان ویژه      |
| بن / سولجر بوی                        | جنسن اکلس         | Does not appear | Does not appear | اصلی            | ن/م             | مهمان ویژه      |
| رایان بوچر                            | کامرون کروتی      | مهمان           | تکرارشونده      | تکرارشونده      | اصلی            | Does not appear |
| جسیکا بردلی / خواهر سیج / سیج         | سوزان هیوارد      | Does not appear | Does not appear | Does not appear | اصلی            | Does not appear |
| مسیتی تاکر گری / فایرکرکر             | والری کری         | Does not appear | Does not appear | Does not appear | اصلی            | Does not appear |
| جو کسلر                               | جفری دین مورگان   | Does not appear | Does not appear | Does not appear | اصلی            | Does not appear |
| ماری مورو                             | جاز سینکلر        | Does not appear | Does not appear | مهمان           | مهمان           | اصلی            |
| آندره اندرسون                         | چنس پردومو†       | Does not appear | Does not appear | Does not appear | مهمان           | اصلی            |
| اما مایر / لیتل کریکت                 | لیز برادوی        | Does not appear | Does not appear | Does not appear | مهمان           | اصلی            |
| کیت دانلپ                             | مدی فیلیپس        | Does not appear | Does not appear | Does not appear | مهمان           | اصلی            |
| جردن لی                               | لاندن ثور         | Does not appear | Does not appear | Does not appear | مهمان           | اصلی            |
| جردن لی                               | درک لو            | Does not appear | Does not appear | Does not appear | Does not appear | اصلی            |
| سم ریوردان                            | آسا گرمن          | Does not appear | Does not appear | Does not appear | مهمان           | اصلی            |
| ایندیرا شتی                           | شلی کان           | Does not appear | Does not appear | Does not appear | Does not appear | اصلی            |

### بازیگران تکرارشونده
| شخصیت                    | بازیگر                | پسران           | پسران           | پسران           | پسران           | جن وی           |
| شخصیت                    | بازیگر                | ۱               | ۲               | ۳               | ۴               | جن وی           |
| ------------------------ | --------------------- | --------------- | --------------- | --------------- | --------------- | --------------- |
| هیو کمپبل پدر            | سایمون پگ             | تکرارشونده      | Does not appear | مهمان ویژه      | تکرارشونده      | Does not appear |
| ترنسلوسنت                | الکس هاسل             | تکرارشونده      | Does not appear | Does not appear | Does not appear | Does not appear |
| ازیکیل                   | شان بنسون             | تکرارشونده      | Does not appear | Does not appear | مهمان           | Does not appear |
| دانا جنیووری             | ان کیوسک              | تکرارشونده      | تکرارشونده      | مهمان           | ن/م             | Does not appear |
| رابین وارد               | جس سالگیرو            | تکرارشونده      | Does not appear | Does not appear | Does not appear | Does not appear |
| سوزان رینور              | جنیفر اسپوزیتو        | تکرارشونده      | مهمان           | Does not appear | Does not appear | Does not appear |
| چری سینکلر               | جوردانا لاجوی         | تکرارشونده      | تکرارشونده      | مهمان           | مهمان           | Does not appear |
| شاکویو                   | میشکا ثبو             | تکرارشونده      | مهمان           | Does not appear | Does not appear | Does not appear |
| ست رید                   | مالکوم برت            | تکرارشونده      | مهمان           | مهمان           | مهمان           | Does not appear |
| ناتان فرانکلین           | کریستین کیز           | تکرارشونده      | Does not appear | تکرارشونده      | مهمان           | Does not appear |
| شارلوت / پاپ کلاو        | بریتانی آلن           | تکرارشونده      | Does not appear | Does not appear | Does not appear | Does not appear |
| بکا بوچر                 | شانتل ونسانتن         | تکرارشونده      | تکرارشونده      | مهمان           | مهمان ویژه      | Does not appear |
| استن ادگار               | جانکارلو اسپوزیتو     | مهمان ویژه      | تکرارشونده      | تکرارشونده      | مهمان ویژه      | Does not appear |
| ایگل دِ آرچر              | لنگستون کرمان         | Does not appear | تکرارشونده      | Does not appear | Does not appear | Does not appear |
| کارول مانهایم            | جسیکا هکت             | Does not appear | تکرارشونده      | Does not appear | Does not appear | Does not appear |
| کنجی میاشیرو             | آبراهام لیم           | Does not appear | تکرارشونده      | Does not appear | Does not appear | Does not appear |
| النا                     | نیکولا کوریا-دامود    | مهمان           | تکرارشونده      | مهمان           | Does not appear | Does not appear |
| گریس مالوری              | لیلا رابینز           | مهمان           | تکرارشونده      | تکرارشونده      | مهمان           | مهمان           |
| کاساندرا شوارتز          | کیتی بریر             | Does not appear | تکرارشونده      | تکرارشونده      | ن/م             | Does not appear |
| لمپلایتر                 | شان اشمور             | Does not appear | تکرارشونده      | Does not appear | Does not appear | Does not appear |
| آلستر آدانا              | گوران ویسنجیک         | Does not appear | تکرارشونده      | Does not appear | Does not appear | Does not appear |
| الکس / سوپرسانیک         | مایلز گاستون ویلانووا | Does not appear | Does not appear | تکرارشونده      | Does not appear | Does not appear |
| کامرون کلمن              | متیو ادیسون           | Does not appear | Does not appear | تکرارشونده      | تکرارشونده      | تکرارشونده      |
| مونیک                    | فرانسیس ترنر          | مهمان           | Does not appear | تکرارشونده      | مهمان           | Does not appear |
| رابرت «داکوتا باب» سینگر | جیم بیور              | مهمان           | مهمان           | تکرارشونده      | تکرارشونده      | Does not appear |
| تاد                      | متیو گورمن            | Does not appear | Does not appear | تکرارشونده      | مهمان           | Does not appear |
| جینین                    | لیو آبر               | مهمان           | مهمان           | تکرارشونده      | مهمان           | Does not appear |
| کریمسون کنتس             | لوری هولدن            | Does not appear | Does not appear | تکرارشونده      | Does not appear | Does not appear |
| لنی بوچر                 | جک فولتون             | Does not appear | Does not appear | تکرارشونده      | Does not appear | Does not appear |
| الزو اشلی                | سابرینا ساودین        | Does not appear | Does not appear | تکرارشونده      | مهمان           | مهمان           |
| «نینا کوچولو» نامنکو     | کتیا وینتر            | Does not appear | Does not appear | تکرارشونده      | مهمان           | Does not appear |
| تامی تی‌ان‌تی              | جک دولان              | Does not appear | Does not appear | تکرارشونده      | Does not appear | Does not appear |
| تسا تی‌ان‌تی               | کریستین بوت           | Does not appear | Does not appear | تکرارشونده      | Does not appear | Does not appear |
| بلو هاک                  | نیک وکسلر             | Does not appear | Does not appear | تکرارشونده      | Does not appear | Does not appear |
| مایندستورم               | رایان بلیکلی          | Does not appear | Does not appear | تکرارشونده      | Does not appear | Does not appear |
| گانپاودر                 | گاتلین گریفیث         | Does not appear | Does not appear | تکرارشونده      | Does not appear | Does not appear |
| یوگنی                    | تایلر ویلیامز         | Does not appear | Does not appear | تکرارشونده      | Does not appear | Does not appear |
| دافنی کمبل               | رزمری دویت            | Does not appear | Does not appear | Does not appear | تکرارشونده      | Does not appear |
| کالین هاوزر              | الیوت نایت            | Does not appear | Does not appear | Does not appear | تکرارشونده      | Does not appear |
| لوک ریوردان / گولدن بوی  | پاتریک شوارتزنگر      | Does not appear | Does not appear | Does not appear | Does not appear | تکرارشونده      |
| جاستین گارسیا            | مایا جائه باستیداس    | Does not appear | Does not appear | Does not appear | Does not appear | تکرارشونده      |
| سوشال مدیا جف            | دانیل بیرن            | Does not appear | Does not appear | Does not appear | Does not appear | تکرارشونده      |
| پولاریتی                 | شان پاتریک تامس       | Does not appear | Does not appear | Does not appear | Does not appear | تکرارشونده      |
| روفوس                    | الکساندر کالورت       | Does not appear | Does not appear | Does not appear | Does not appear | تکرارشونده      |
| دکتر ادیسون کاردوسا      | مارکو پیگوسی          | Does not appear | Does not appear | Does not appear | Does not appear | تکرارشونده      |
| لیام                     | رابرت بازوکی          | Does not appear | Does not appear | Does not appear | Does not appear | تکرارشونده      |
| هارپر                    | جسیکا کلمنت           | Does not appear | Does not appear | Does not appear | Does not appear | تکرارشونده      |

1. ↑  لوکا ویلاسیس و جاش زهاریا به ترتیب در فصل سوم بوچر نوجوان و کودک را به تصویر می‌کشند.
2. ↑  روآن اسمیت و آیزاک ویکز به ترتیب در فصل دوم و چهارم یک هوم‌لندر جوان را به تصویر می‌کشند. استار همچنین در فصل دوم نقش داپلگانگر هوم‌لندر را به تصویر می‌کشد.
3. ↑  مایا میسالویچ در فصل سوم یک استارلایت جوان را به تصویر می‌کشد.
4. ↑  الیاس لئون لیکوک در فصل سوم نقش یک ماروین جوان را به تصویر می‌کشد.
5. ↑  فریتزی-کلوانز دیستاین در فصل سوم یک ایروینگ / بلک نوآر جوان را به تصویر می‌کشد.
6. ↑  شو همچنین دوپلگنگر استیلول را در فصل دوم به تصویر می‌کشد.
7. ↑  الیزا پاست در فصل سوم نادیای جوان را به تصویر می‌کشد.
8. ↑  اکلس یک نسخه دوست خیالی از سولجر بوی را به تصویر می‌کشد.
9. ↑  به تصویر کشیده شده توسط پارکر کورنو
10. ↑  جائده لبلانک ماری جوان را به تصویر می‌کشد.
11. 1 2 3 4  فقط در یک عکس ظاهر می‌شود.
12. ↑  ویولت مارینو کیت جوان را به تصویر می‌کشد.
13. ↑  کامرون نیکول نقش سم جوان را به تصویر می‌کشد.
14. 1 2 3  به عنوان ستاره مهمان ویژه در تیتراژ ظاهر شد.
15. ↑  فقط صدا.
16. ↑  جاستین دیویس در فصل سوم ادگار جوان را به تصویر می‌کشد.
17. ↑  سارا سوایر در فصل سوم مالوری جوان را به تصویر می‌کشد.
18. ↑  لوکا آوریل الکس جوان را به تصویر می‌کشد.
19. ↑  به تصویر کشیده شده توسط آلوینا آگوست.
20. ↑  در فصل اول توسط نالینی اینگریتا به تصویر کشیده شده است.
21. ↑  گریفیث نسخه جوان‌تر باروت را به تصویر می‌کشد، در حالی که شان پاتریک فلانری نسخه امروزی را به تصویر می‌کشد.

## پسران
پسران یک تیم عملیات سیاه سیا هستند که در ابتدا توسط سرهنگ گرگ مالوری برای مشاهده، نظارت و گاهی اوقات از بین بردن «سوپ» ها (Supes، «ابر انسان‌ها»، افراد دارای قدرتهای مافوق بشری) ایجاد شد که توسط شرکت بزرگ وات ایجاد شده‌اند. پسران ظاهراً برای کمک به جلوگیری یا انتقام از اقدامات غیراخلاقی و غیرقانونی این ابر انسان‌ها در جامعه گرد هم آمده‌اند، و همچنین به دنبال اطمینان از عدم ثبات وات برای استفاده از آنها در امنیت ملی کشور هستند. به دلیل افزایش بی‌ثباتی بوچر، تمرکز تیم با گذشت زمان از مدیریت و مهار، به حذف کامل تمام ابر انسان‌ها تغییر کرد. طوری که مالوری در نسخه شماره ۵۵ اشاره کرد، ۱۴ انسان بین سالهای ۱۹۸۷ تا ۱۹۹۵ توسط پسران کشته شدند و زمانی که بوچر نفوذ بیشتری به دست آورد، «تقریباً سه برابر این تعداد» بین سال‌های ۱۹۹۵ و ۲۰۰۲ کشته شدند. این امر با اعتقاد مالوری در شماره‌های ۵۴–۵۵ مصادف است که علیرغم فریبندگی تیم‌های نیروهای ویژه، استفاده از آنها اغلب اشتباه می‌شود زیرا آنها با توجیه بودجه خود درگیری‌های خصوصی را ایجاد می‌کنند. در نتیجه، مالوری احساس می‌کند که مفهوم اصلی تیم به اشتباه افتاده است و هرگز این واحد را به شکل فعلی ایجاد نمی‌کند.

### بیلی بوچر
ویلیام جی. بوچر (به انگلیسی: William J. Butcher) یا «بیلی بوچر» (به انگلیسی: Billy the Butcher) ضدقهرمان در کتاب کمیک و مجموعه آمازون پرایم پسران است. او رهبر پسران است که مشاهده، نظارت و گاهی اوقات «از بین بردن» افراد سوپ (ابر انسان‌ها) را انجام می‌دهد. او دشمن اصلی هوم‌لندر است که او را مسئول تجاوز جنسی و مرگ همسرش بکی می‌داند و در عین حال نفرت شدیدی را نسبت به همه ابر انسان‌ها در خود دارد.
بوچر توسط کارل اربن در اقتباس اینترنتی آمازون پرایم ویدئو و اسپین‌آف آن به تصویر کشیده شده است و جیسون آیزکس و کی الویان در پویانمایی او را صداپیشگی می‌کنند.
بیلی بوچر یک مامور سابق نیروهای سرویس هوایی ویژه با آمادگی جسمانی است که بعداً توسط سیا استخدام شد و هیچ قدرت فوق‌العاده یا توانایی‌های خارق‌العاده‌ای نداشت، اما بعداً یک شات از داروی تقویت‌کننده «ترکیب وی» را به خود تزریق می‌کند. هر دوزی که به بیلی و سایر اعضای پسران اعمال می‌شود ارزشی معادل ۱۹ میلیارد دلار دارد که به بوچر سطوح قدرت و دوام مافوق بشری داده و به او اجازه می‌دهد تا انسان‌های معمولی و همچنین ابرانسان‌ها را به‌طور تصادفی زخمی کرده و بکشد. علیرغم این قدرت، در کتاب‌های مصور بوچر معمولاً به یک دیلم مجهز شده است.
در مجموعه تلویزیونی، به بوچر به همراه سایر اعضای پسران (به جز زن) ترکیب V تزریق نمی‌شود و بنابراین توانایی‌های مافوق بشری ندارند. در فصل ۳، بوچر ماده «V24» را به دست می‌آورد، یک نوع ناپایدار از ماده V که فقط به مدت بیست و چهار ساعت قدرت‌های فوق‌العاده می‌دهد. هنگامی که بوچر به خود V24 تزریق می‌کند، به او قدرت، سرعت، دوام و استقامت مافوق بشری به همراه دید حرارتی طلایی اعطا می‌شود. در فصل ۴، مشخص می‌شود که بوچر برای درمان بیماری خود ترکیب V را به خود تزریق کرد، اما به بیماری او تسریع می‌بخشد. با این وجود، به نظر می‌رسد که بیماری او به او قدرت‌های مرموزی می‌دهد، مانند توانایی ضربه زدن به یک هدف.
بیلی بوچر به عنوان یک پارودی از پانیشر طراحی شده است.

### هیوئی کمبل
هیو «وی هیوئی» کمپبل (به انگلیسی: Hugh "Wee Hughie" Campbell) قهرمان اصلی مجموعه کتاب‌های مصور پسران و اسپین آف‌های آن هیروگاسم و هایلند لدی است. او یکی از اعضای پسران و دشمن اصلی ای-ترین است. پس از مرگ تصادفی دوست دخترش رابین به دست ای-ترین، او به پسران می‌پیوندد تا از «سوپس» (ابر انسان‌ها) انتقام بگیرد. او بعداً شخص مورد علاقه آنی جنیوری / استارلایت می‌شود، در حالی که با پیشرفت سریال، تحت تأثیر بوچر به‌طور فزاینده‌ای بی‌رحم و وحشی می‌شود.
هیو توسط جک کواید در پسران و در تمام فرنچایز به تصویر کشیده شده است. در ابتدا قرار بود که سایمون پگ در نقش هیو بازی کند، اما برزخ توسعه سریال او را برای این نقش خیلی پیر کرد، و او در نهایت نقش پدر وی را برعهده گرفت. در سریال، او به جای اسکاتلندی، آمریکایی است و در ابتدا در یک فروشگاه سخت‌افزار کامپیوتر کار می‌کند و پدرش توسط سایمون پگ به تصویر کشیده شده است. مادر هیو در شش سالگی خانواده را ترک کرد. او همچنین به عنوان یکی از طرفداران بیلی جول شناخته می‌شود.

### مادرز میلک
مادرز میلک (انگلیسی: Mother's Milk، شیر مادر) یا اِم. اِم. (.M.M) که با نام بارون والیس به دنیا آمد، یکی از اعضای گروه پسران است که مسئول سازماندهی و برنامه‌ریزی عملیات، مشاهده، نظارت و گاهی اوقات از بین بردن افراد ابرانسان می‌باشد.
در سری کمیک، او یکی از دو ابرانسانِ گروه در کنار زن می‌باشد، که نتیجه تزریق «ترکیب V» به مادر باردار وی بوده است که در نتیجه مادرش به موجودی شبیه کاتولو تبدیل شد، و ام.ام. را به اولین فرد «سوپ» تبدیل می‌کند که به‌طور طبیعی متولد شده است. او برای زنده ماندن، مستلزم مصرف مداوم شیر مادرش است که با تقویت‌کننده ترکیب V آمیخته شده است، و در نهایت منجر به این می‌شود که به او این اصطلاح را به عنوان یک نام محرمانه و نام رینگ بدهند.
این شخصیت عمدتاً توسط لاز آلونسو در اقتباس آمازون پرایم ویدئو به تصویر کشیده شده است در حالی که الیاس لئون لیکوک در فصل سوم ماروین جوان را به تصویر می‌کشد. برخلاف سری کمیک، ماروین تی. «مادرز میلک» که در درجه اول با نام اِم. اِم شناخته می‌شود، به عنوان یک انسان معمولی (اگرچه هنوز یک کهنه سرباز نظامی است) با بیزاری از شرکت وات و ابر انسان‌ها به دلیل یک تصادف اتومبیل ناشی از فعالیت‌های سولجر بوی به تصویر کشیده می‌شود، که مادر، عمو و پدربزرگش را در آن جریان کشته شدند و باعث شد که پدرش به عنوان وکیل در تلاش برای شکایت از وات ناموفق باشد. در خط داستانی حاضر، ام.ام. به بوچر و گروه اصلاح‌شده پسران می‌پیوندد تا وجود «ماده وی» را افشا کند و استورم‌فرانت را در فصل اول و دوم از بین ببرد، در حالی که در فصل سوم که دو سال بعد اتفاق می‌افتد، ام.ام. که اکنون طلاق گرفته است دوباره به پسران می‌پیوندد. آنها سعی می‌کنند ویکتوریا نویمن و هوم‌لندر را از بین ببرند و با بوچر بر سر استفاده از V24 و شراکت با یک سولجر بوی هنوز زنده (پدر هوم‌لندر) به اختلاف می‌افتند. تمایلات شیردهی شهوانی ام.ام. از مجموعه کمیک در عوض به هوم‌لندر اقتباس شده است، در حالی که وضعیت او به عنوان اولین ابر انسان طبیعی به رایان بوچر (با بازی کامرون کروتی) اقتباس شده است.

### فرنچی
فرنچی یا فرانسوی (به انگلیسی: The Frenchman) نخستین بار در نسخه شماره ۲ دیده شد، که یکی از اعضای اصلی پسران است و در چند فریم از اولین حضور خود تمایل به خشونت شدید را نشان می‌دهد. او طوری که از نامش پیداست فرانسوی است. البته زبان فرانسوی گفتاری او از عبارات نادرست استفاده می‌کند، و مشخص نیست که آیا این یک نقطه طرح عمدی است یا خیر. او بلافاصله به هیوئی علاقه‌مند شد. او و زن به عنوان «عضلات» تیم عمل می‌کنند و او مستعد طغیان‌های خشونت‌آمیز است (مخصوصاً با هر گونه توهین به فرانسه و فرانسوی‌ها) اگرچه او بهتر از زن می‌تواند آنها را کنترل کند. با این حال به گزارش مادرز میلک، به‌طور کلی برای بقیه بشریت بهتر است که آنها در تیم پسران باشند تا در دنیای بیرونی.
سرجه / فرانسوی / فرنچی (به انگلیسی: Serge / The Frenchman / Frenchie) در اقتباس سریال تلویزیونی لایو اکشن توسط تومر کاپون به تصویر کشیده شده است. این نسخه پس از دستگیری به دلیل سرقت از بانک و حمله شدید به ابر انسان‌ها از طریق آلپرازولام به خدمات مالوری وارد شده است. او از پدر دوقطبی‌اش رنج می‌برد که یک بار سعی کرد او را با لحاف هلو کیتی خفه کند، در حالی که از پلیس فرار می‌کرد او را ربود و او را مجبور کرد در شیشه شکسته زانو بزند، که فرنچی همه این‌ها را ناشی از نیاز بیمارگونه به دنبال کردن کسی بدون توجه به آن می‌داند.

### زن
زن (به انگلیسی: The Female) یکی از اولین اعضای پسران و تنها عضو زن این گروه است. اولین ظهور وی در نسخه شماره ۲ است. او به‌خاطر وحشیگری حیوان‌گرایانه‌اش شناخته می‌شود و از لالی انتخابی رنج می‌برد. او در زمانی که برای پسران کار نمی‌کرد، به‌طور مستقل برای مافیای آمریکایی کار می‌کرد.
کیمیکو میاشیرو / زن (به انگلیسی: Kimiko Miyashiro / The Female) در اقتباس سریال تلویزیونی لایو اکشن با بازی کارن فوکوهارا ظاهر می‌شود. او و برادرش کنجی در سنین جوانی، توسط ارتش آزادیبخش (که والدین آنها را کشتند) اسیر شدند و بر رویشان آزمایش شد. در این فرایند، او قدرت فوق‌العاده و آسیب‌ناپذیری به دست آورد که به او اجازه می‌دهد تا از جراحات کشنده بهبود یابد، اگرچه او از زمانی دیگر صحبت نکرد و همراه با برادرش زبان اشاره را برای برقراری ارتباط یادگرفت. پس از مرگ کنجی، او آن را به فرنچی آموزش می‌دهد.

### سرهنگ دوم مالوری
نام مالوری به عنوان رهبر اصلی تیم پسران در ابتدا فقط در کمیک ذکر شد، تا زمانی که به‌طور رسمی در نسخه شماره ۴۹ معرفی شد.
یک نسخه زنانه از مالوری با نام سرهنگ گریس مالوری (به انگلیسی: Colonel Grace Mallory) در اقتباس سریال تلویزیونی لایو اکشن و قسمت اسپین آف جن وی (قسمت «بیمار») ظاهر می‌شود که توسط لیلا رابینز در بزرگسالی و سارا سوایر در جوانی به تصویر کشیده شده است.

## هفت
هفت (به انگلیسی: The Seven) بهترین تیم ابرقهرمانی جهان است که توسط شرکت وات از طریق تزریق «ترکیب ماده وی (Compound V)» به جنین‌های زنانی که «هیچ‌کس به دنبالشان نخواهد گشت» ایجاد شد و در نتیجه ابرقهرمان‌هایی به‌طور قابل‌توجهی قدرتمندتر از سایرین ایجاد کرد. اعضای هفت به تصاویر ایده‌آل خود که تبلیغ می‌شود اهمیت چندانی نمی‌دهند و بیشتر نگران حقوق بازارپردازی خود هستند. آنها در مواجهه با بحران‌های جدی‌ای که باید آنها را حل کنند، بی‌کفایتی شدیدی نشان می‌دهند. در طول حملات ۱۱ سپتامبر، تلاش آنها برای فرود یکی از هواپیماهای ربوده‌شده منجر به کشته‌شدن یکی از اعضا و تخریب پل بروکلین شد که باعث شکست روابط عمومی قابل توجهی بین این تیم و شرکت وات شد.
برای جلوگیری از نابودی حتمی طرفین، پس از حادثه‌ای که در آن لمپلایتر نوه‌های مالوری را کشت، این تیم با پسران قراردادی دارد که هیچ‌یک از گروه‌ها علیه دیگری اقدامی نمی‌کنند.
هفت، همان‌طور که در سریال تلویزیونی تفسیر می‌شود، توسط برخی از منتقدان به عنوان پارودی از لیگ عدالت دی‌سی در نظر گرفته شده است.

### بلک نوآر
بلک نوآر (به انگلیسی: Black Noir) نام سه شخصیت در مجموعه کتاب‌های مصور پسران است. در هر دو مجموعه کمیک و تلویزیونی، نوآر عضوی از گروه ابرقهرمانی هفت و وات است و به عنوان یک پارودی از نوع «نینجای خاموش» از بتمن، اسنیک آی و دث استروک به تصویر کشیده شده است.
در سری کمیک، نوآر در واقع به عنوان یک کلون از هوم‌لندر و با دی‌ان‌ای استورم‌فرانت برای جایگزینی او ساخته شد تا زمانی جایگزین او شود. نوآر که به دلیل بی‌هدفی دیوانه شده بود، تصمیم گرفت هوم‌لندر را برای جنایات مختلف به عنوان بخشی از نقشه‌ای برای دیوانه‌کردن تدریجی او و جایگزین‌کردن او بسازد. با این حال، او در نهایت توسط بیلی بوچر کشته می‌شود. در اقتباس سریال تلویزیونی، نوآر، با بازی ناتان میچل و فریتزی-کلوانز دستاین، در عوض به عنوان یک ابر انسان آفریقایی-آمریکایی آسیب‌دیده مغزی به نام ایروینگ (به انگلیسی: Earving)، که به استن ادگار، مدیرعامل وات وفادار است، به تصویر کشیده شده است. پس از مرگ ایروینگ در فصل سوم سریال اصلی، با شروع فصل چهارم، میچل شخصیت جایگزین نوآر را به نام بلک نوآر ۲ (به انگلیسی: Black Noir II) به تصویر می‌کشد.
در مجموعه تلویزیونی، بلک نوآر به عنوان یک مرد معمولی آغشته به «ماده وی» به تصویر کشیده می‌شود. در نتیجه، او به قدرتی مافوق بشری، آسیب‌ناپذیری و زیبایی‌شناسی «نینجای خاموش» دست یافت و تنها نقطه ضعف او حساسیت به آجیل است. با این حال توانایی‌های او بسیار کمتر از کمیک است: به عنوان مثال، به پوست او می‌توان با چاقو و گلوله نفوذ کرد.

### کوئین میو
کوئین میو (به انگلیسی: Queen Maeve) یکی از اعضای قدیمی هفت است. قدرت‌های او شامل قدرت فوق‌العاده و آسیب‌ناپذیری است. گفته می‌شود که میو در یک مقطع نسبت به سایر ابرقهرمانان نسبت به مأموریت هفت شور و اشتیاق بیشتری داشت، اما متوجه شد که روحیه او با مدیریت فاجعه‌بار تیم در حملات ۱۱ سپتامبر شکسته شده است. همچنین گفته می‌شود که ناکامی ۱۱ سپتامبر منشأ اعتیاد او به الکل است.
او نفرت زیادی از هوم‌لندر و بقیه هفت دارد و باعث می‌شود تا با نصب دوربین در مقر تیم به پسران در تلاش‌های نظارتی آنها کمک کند.
مگی شاو (به انگلیسی: Maggie Shaw) در اقتباس تلویزیونی لایو اکشن با بازی دومینیک مک الیگوت ظاهر می‌شود. نام او برگرفته از پادشاه اسطوره‌ای ایرلندی، ملکه مدب، است و حداقل یکی از منتقدان سریال، نمایندگی او را در مجموعه‌ها شبیه به واندر وومنِ دی‌سی می‌داند. سال‌ها قبل از سریال، این نسخه پس از پیوستن به هفت، قبل از جدا شدن از او و وارد شدن به یک رابطه مخفیانه با یک زن لزبین به نام النا، به‌طور موقت با هوم‌لندر وارد رابطه شد که تا حدی به دلیل عدم تمایل میو به آشکارسازی و نگرانی او پایان یافت. در فصل دوم، میو دوباره رابطه خود را با النا احیا می‌کند، اما هوم‌لندر این امر را کشف می‌کند و وی را در تلویزیون زنده آشکار می‌سازد. در پاسخ، میو با دیپ توطئه می‌کند تا از هوم‌لندر باج خواهی کند تا او و النا را تنها بگذارد، اما دومی با میو قطع رابطه می‌کند. پس از این، میو به پسران کمک می‌کند تا استورم‌فرانت را شکست دهند و تا زمانی که توسط هوم‌لندر و بلک نوآر دستگیر می‌شود، به عنوان یک خبرچین به رهبر آنها یعنی بیلی بوچر خدمت می‌کند. در نهایت، او فرار می‌کند تا به بوچر و سولجر بوی در یک تلاش ناموفق برای کشتن هوم‌لندر بپیوندد، که در طی آن یک چشم خود و قدرت خود را از دست می‌دهد در حالی که سولجر بوی را از کشتن پسران بازمی‌دارد. پس از آن، در حالی که وی مخفی می‌شود تا با النا زندگی کند، وات ادعا می‌کند که میو خود را قربانی کرده است.

### ای-ترین
اِی-ترین (به انگلیسی: A-Train) یک سرعت‌باز بی‌احتیاط، نوجوان و خشن، معتاد به مواد مخدر و عضو سابق تینیج کیکس است که به جای مستر ماراتون انتخاب شد، بیشترین خصومت را نسبت به استارلایت نشان می‌دهد و به‌طور غیرمستقیم رابین دوست دختر هوئی را می‌کشد. در میان تلاش‌های هوم‌لندر برای سرنگونی دولت ایالات متحده، ای-ترین توسط بوچر دستگیر می‌شود، که او را به هیوئی ارائه می‌دهد. مورد دوم در ابتدا مشکوک به نظر می‌رسد تا اینکه بوچر نشان می‌دهد که ای-ترین از مرگ رابین احساس پشیمانی نمی‌کند و وات قصد دارد استارلایت را قربانی کند. با التماس‌های ای-ترین، هیوئی او را می‌کشد.
رجی فرانکلین (به انگلیسی: Reggie Franklin) در اقتباس سریال تلویزیونی لایو اکشن ظاهر می‌شود که توسط جسی تی. آشر به تصویر کشیده شده است. این نسخه یک فرد آفریقایی-آمریکایی است، که در اوایل ۳۰ سالگی قرار دارد، و به دلیل ناامیدی برای حفظ وضعیت خود به عنوان سریع‌ترین مرد جهان، به ماده وی معتاد می‌شود. این منجر می‌شود که او به‌طور تصادفی، رابین دوست دختر هیوئی را، همان‌طور که در کمیک‌ها وجود دارد، همراه با دوست دختر و همکار سابقش، شارلوت، عضو تینج کیکس، پس از اینکه متوجه شد پسرها از او باج می‌گیرند، بکشد. با توجه به اعتیاد او که جایگاه او را در هفت تهدید می‌کند، دیپ او را فریب می‌دهد تا به کلیسای کلکتیو ملحق شود و وعده کمک به او را برای پیوستن به هفت می‌دهد. ای-ترین پس از اطلاع از اینکه استورم‌فرانت به استن ادگار مدیر عامل وات فشار می‌آورد تا دیپ را به جای او در هفت بازگرداند، اطلاعاتی در مورد گذشته نازی وی برای هیوئی و آنی به دست می‌آورد و جای خود را در هفت بازمی‌یابد. او سپس سعی می‌کند نام خود را به عنوان یک ابرقهرمان آفریقایی-آمریکایی تغییر دهد، اما این کار را بدون دقت و عمق انجام می‌دهد. با این وجود، او همکار ابرانسانش یعنی بلو هاک را به دلیل استفاده بیش از حد از خشونت علیه چندین فرد آفریقایی-آمریکایی، می‌کشد. علاوه بر این، اعتیاد او باعث می‌شود که او نتواند از سرعت خود استفاده کند و به نارسایی قلبی و دریافت پیوند قلب از بلو هاک منجر می‌شود. برادر فلجش ناتان بعداً به دلیل خودخواهی ای-ترین با او روبرو می‌شود. در فصل چهارم، ای-ترین با نقش جاسوسی به مادرز میلک کمک می‌کند.

### دیپ
دِ دیپ (به انگلیسی: The Deep) یکی از اعضای قدیمی هفت، مرد سیاه‌پوستی است که لباس غواصی پوشیده است، و با وجود نداشتن قدرت آبی، توسط وات به عنوان «پادشاه دریاها» به بازار عرضه می‌شود. او به دلیل یک نفرین آتلانتیسی نمی‌تواند لباس خود را درآورد. او همچنین بالغ‌ترین و متمدن‌ترین عضو گروه است که اغلب تحقیر، بی‌اعتنایی و نژادپرستی دیگران را متحمل می‌شود، هرچند که در اعمال فاسد آنها، مانند پیوستن به اعضای مرد در تجاوز جنسی استارلایت، شرکت می‌کند. پس از امتناع از پیوستن به حمله ناموفق هوم‌لندر به دولت ایالات متحده، دیپ به گروه «ترو» می‌پیوندد و لباس جدیدی را انتخاب می‌کند که دارای یک کاپوت مخروطی شکل بزرگ شبیه به یک هود کو کلاکس کلن است.
کوین مسکوویتز (به انگلیسی: Kevin Moskowitz) در اقتباس سریال تلویزیونی لایو اکشن با بازی چیس کرافورد ظاهر می‌شود. این نسخه یک مرد سفیدپوست با خصوصیات ماهی‌مانند است که در مورد آنها ناامن است و از دوران کودکی توانایی شنیدن درد و رنج تمام موجودات اقیانوس که توسط انسان‌ها خورده می‌شوند، را داشته است. وقتی استارلایت به هفت می‌پیوندد، دیپ او را تحت فشار قرار می‌دهد تا با او رابطه جنسی دهانی انجام دهد. هنگامی که استارلایت این واقعه را در تلویزیون زنده فاش می‌کند، وات او را مجبور می‌کند که علناً به دلیل سوء رفتار جنسی که در طول سال‌ها برای او پنهان کرده‌اند عذرخواهی کند و او را به سندوسکی، اوهایو می‌فرستد، جایی که توسط یک دختر طرفدار مورد تجاوز قرار می‌گیرد. سال بعد، اعضای کلیسای کلکسیون، هاوک و کارول، او را برای مصرف یک ماده توهم‌زا فریب می‌دهند که باعث می‌شود باور کند که آبشش‌هایش (با صدای پتن اسوالت) با او در مورد ریشه بداخلاقی جنسی - توانایی‌ها و مرگ دلفینی که با او رابطه عاشقانه داشت، صحبت می‌کنند. پس از این حادثه و ازدواج ترتیب‌داده‌شده‌اش با کاساندرا شوارتز، دیپ به کلیسا می‌پیوندد، ای-ترین را نیز متقاعد می‌کند که این کار را انجام دهد، و به میو کمک می‌کند تا با باج‌گیری علیه هوم‌لندر در ازای تضمین بازگشت او به هفت، استفاده کند. با این حال دیپ کلیسا را ترک می‌کند. یک سال بعد، پس از اینکه دیپ با نوشتن گزارشی در مورد کلیسا، شهرت خود را بازسازی کرد، هوم‌لندر شخصاً از او می‌خواهد که دوباره به هفت بپیوندد و او را به عنوان کاپیتان کمکی هفت به جای استارلایت استخدام می‌کند. علاوه بر این، دیپ رئیس جدید بخش تجزیه و تحلیل جرم و جنایت می‌شود و به جز آنیکا همه را به دلیل ارسال نظرات منفی دربارهٔ وات در رسانه‌های اجتماعی اخراج می‌کند. پس از اینکه دیپ با آمبروسیاس، اختاپوسی که در هیروگاسم با آن روبرو شد، رابطه جنسی برقرار می‌کند، کاساندرا او را ترک می‌کند. هوم‌لندر بعداً دیپ را می‌فرستد تا لامار بیشاپ را بکشد تا ویکتوریا نیومن بتواند معاون انتخاباتی رابرت سینگر در انتخابات ریاست‌جمهوری شود. در فصل چهارم، خواهر سیج به دیپ آموزش می‌دهد که چگونه در برابر اشلی بایستد و مشخص می‌شود که یک اختاپوس حیوان خانگی مخفی به نام آمبروسیوس دارد.

### استارلایت
ربکا آن «آنی» کمپبل (زادنام جنیووری) (به انگلیسی: Rebecca Anne "Annie" Campbell (née January)) یک ابرقهرمان با عنوان استارلایت (به انگلیسی: Starlight)، عضوی از هفت، و شخص مورد علاقه هیو کمبل است. آنی یکی از اعضای سابق گروه آمریکایی‌های جوان با توانایی پرواز و دستکاری نور است. در طول سریال، او به عنوان یکی از تنها اعضای هفت با انگیزه‌های ایثارگرانه و خیرخواهانه به تصویر کشیده می‌شود، اما با دیدن اسرار تاریک وات و سایر اعضای هفت سرخورده می‌شود. در نهایت، مرگ و ویرانی که او شاهد آن است، او را وادار می‌کند تا کارش را در وات رها کند و در کنار هیو به پسران بپیوندد، جایی که او نقش خود را به عنوان مرکز اخلاقی گروه به عهده می‌گیرد. آنی در اقتباس آمازون پرایم ویدئو توسط ارین موریارتی به تصویر کشیده شده است و مایا میسالیوویچ نقش آنی جوان را در فصل سوم به تصویر می‌کشد. موریارتی برای ایفای نقش استارلایت در اقتباس تلویزیونی پسران، نامزد دریافت جایزه ساترن برای بهترین بازی توسط یک بازیگر جوان در یک سریال تلویزیونی شد.
به عنوان استارلایت، آنی جنیووری توانایی دستکاری و جذب نیرو از منابع برق نزدیک را برای تولید، فرافکنی و انتشار انفجارهای انرژی و نور کورکننده از دستان خود دارد. نشان داده شده است که او همچنین دارای درجه‌ای از قدرت ابرانسانی، توانایی مقاومت در برابر ضربه، حتی از سلاح‌های بالستیک است، و ممکن است دارای درجه‌ای از شنوایی فوق‌العاده باشد.
در مجموعه کمیک، او همچنین توانایی پرواز را دارد و به‌طور کلی ورزشکار است و همچنین یک ژیمناست آموزش دیده است. انفجار انرژی نوری او قادر است حتی دیگر افراد سوپ را کور کند. ظاهر استارلایتِ آنی، به خصوص لباس اصلی او، بر اساس مری مارول قهرمانان دی‌سی ساخته شده است، در حالی که قدرت‌های او بر اساس دزلرِ مارول می‌باشد، که همچنین می‌تواند نور تولید کند و از آن به عنوان گرما و نیروی ضربه‌ای استفاده کند.

### استورم‌فرانت
استورم‌فرانت (به انگلیسی: Stormfront) قدرتمندترین عضو پی‌بک است. نام و داستانش او را به عنوان یک وایکینگ نشان می‌دهد. نام او همچنین به یک وب سایت معروف نئونازی به همین نام اشاره دارد. استورم‌فرانت در ابتدا از آلمان نازی در سال ۱۹۳۸ با یونا فوگلباوم به عنوان تنها محصول «برنامه وی» رایش سوم به ایالات متحده آمد. به عنوان عضوی از جوانان هیتلری، نسخه بسیار قدرتمند و منحصربفردی از «ماده وی» به او داده شد. فوگلباوم استورم‌فرانت را به دلیل اعتقاد عمیقش به ایدئولوژی نازی خطری می‌دانست و توصیه کرد که وات او را نابود کند. در عوض، وات از مواد ژنتیکی گرفته شده از استورم‌فرانت به عنوان مبنای آزمایش‌هایی استفاده کرد که هوم‌لندر و بلک نوآر را ایجاد کرد.
یک نسخه زنانه از استورم‌فرانت در فصل دوم اقتباس سریال تلویزیونی لایو اکشن که توسط آیا کش به تصویر کشیده شده، ظاهر می‌شود. نام اصلی این نسخه کلارا رایزینگر (به انگلیسی: Klara Risinger) است که با ظاهر جوان و تسلط بر رسانه‌های اجتماعی، در سال ۱۹۱۹ به دنیا آمد. علاوه بر این، او اولین آزمودنی موفق فردریک وات برای ماده وی بود، که از آلمان نازی حمایت کرد و قبل از نقل مکان به ایالات متحده برای ادامه کار با فردریک ازدواج کرد، جایی که او یک دختر به دنیا آورد. در دهه ۱۹۷۰، رایزینگر با نام ابرقهرمانی لیبرتی (به انگلیسی: Liberty) خدمت کرد و پس از ارتکاب یک قتل نژادپرستانه در ابهام محو شد. در حال حاضر، پس از مرگ دخترش از پیری، او دوباره به عنوان استورم‌فرانت ظاهر می‌شود، به هفت می‌پیوندد و پس از شروعی دشوار با هوم‌لندر وارد رابطه جنسی می‌شود. پس از اینکه استارلایت و هیو منشأ او را از طریق ای-ترین کشف کردند و آن را در اختیار عموم قرار دادند، استورم‌فرانت تلاش می‌کند تا پسر هوم‌لندر، رایان را بگیرد، اما قبل از اینکه در مکانی نامشخص زندانی شود، چشم خود را به بکا، مادر آن پسر از دست می‌دهد و اعضای بدن او را برای خود رایان از دست می‌دهد. یک سال بعد، او از روی تخت بیمارستان به رابطه خود با هوم‌لندر ادامه می‌دهد تا اینکه متوجه می‌شود اهدافش با او همخوانی ندارد و رویاهایش برآورده نمی‌شوند. در روز تولد هوم‌لندر، او دست به خودکشی می‌زند که وضعیت روحی هوم‌لندر را بدتر می‌کند.

## شخصیت‌های تکرارشونده

### دولت ایالات متحده
«The Legend» بیان کرده است که هر دولت ایالات متحده از زمان دولت جرالد فورد (به همراه دو سوم کنگره) تا حدی در اختیار مجتمع نظامی صنعتی بوده است، که ناامید هستند تا ابرانسان‌های شرکت وات را از دفاع ملی دور نگه دارند زیرا ترس از عدم توانایی در رقابت دارند. این باعث می‌شود که دولت به شدت مایل به حمایت از پسران باشد، و این تیم در ابتدا در زمان رئیس‌جمهور بوش مجاز بود و در زمان رئیس‌جمهور کلینتون ادامه یافت.
از زمان حملات ۱۱ سپتامبر، دولت در یک وضعیت درگیری داخلی قرار داشته است، به طوری که رئیس‌جمهور ناظر هرگونه اقدام خائنانه از سوی معاون رئیس‌جمهور است و هر دو تلاش می‌کنند تا عوامل خود را در مورد جزئیات امنیتی یکدیگر قرار دهند.

### جو «مانکی» کسلر
جو «مانکی» کسلر (به انگلیسی: Joe "Monkey" Kessler) یک تحلیلگر سیا است که بعدها جانشین راینر به عنوان مدیر شد و بوچر از او برای به دست آوردن اطلاعات استفاده می‌کند. پس از تبدیل شدن به رئیس کل، او تلاش می‌کند تا مانع کار پسران شود، اما توسط یک ورزشکار فلج زنی که به او علاقه‌مند بود، ناک اوت شد، توسط بوچر باج‌گیری شد، و توسط ترور لواط شد.
جو کسلر در فصل چهارم سریال با بازی جفری دین مورگان ظاهر می‌شود. او در به دست آوردن دکتر سمیر شاه به بوچر کمک می‌کند. در زمانی که بوچر فهمید که ویروس ساخته شده توسط سمیر برای کشتن هوملندر در هوا پخش می‌شود و باعث مرگ تمام سوپ‌ها می‌شود، بوچر وقتی با توهم بکی ارتباط برقرار می‌کند متوجه می‌شود که کسلر هم یک توهم است و کسلر واقعی سالهای پیش در دره پنجشیر در یک جنگ کشته شده است.

## ابرقهرمانان دیگر
در دنیای پسران، ابرقهرمانان، که به نام «سوپ» ها یا «سوپس» نیز شناخته می‌شوند، قدرت خود را از داروی «Compound V» که برای اولین بار توسط دانشمندان نازی در دهه ۱۹۳۰ ساخته شد و از آن زمان به دلیل قرارداد دفاعی شرکت وات آمریکا (VA) وارد شده است، می‌گیرند. VA روابط نزدیکی با چندین تیم ابرقهرمانان دارد، و به‌طور مستقیم مالک آن است یا آنها را ایجاد کرده است.
اکثریت قریب به اتفاق سوپ‌های سریال به عنوان خودشیفته، لذت گرا و سایکوپات به تصویر کشیده می‌شوند که مرتکب جنایات متعددی علیه غیرنظامیان و یکدیگر می‌شوند، تا حدی به دلیل تربیت و بیماری‌های روانی خود و همچنین به دلیل این باور که امتیاز اجتماعی آنها این امکان را به آنها می‌دهد که هر چه بخواهند بدون عواقب انجام دهند. به‌علاوه، چندین قهرمان به‌گونه‌ای به تصویر کشیده می‌شوند که در مبارزه با تروریسم، تاکتیک‌های جنگ شهری، رویه‌های پلیس یا عملیات‌های نجات آموزش ندیده‌اند تا از خشم پلیس و ارتشی که به‌طور مؤثر جایگزین آن‌ها می‌شوند، جلوگیری کنند. با این وجود، بسیاری مراقب هستند که اقدامات خود را به سمت VA هدایت نکنند.

### پی‌بک
پی‌بک (به انگلیسی: Payback) جانشین جوخه انتقام‌جو (به انگلیسی: The Avenging Squad) است که در دهه ۱۹۴۰ ساخته شد و برای استفاده علیه آلمان نازی در نظر گرفته شد اما اعضای آن در طول نبرد آردن کشته شدند. در سال ۱۹۵۰، وات تجسم دومی به نام «Crimefighters Incorporated» را ایجاد کرد و از آنها به عنوان پله ای برای ابرقهرمانان آینده مانند هوملندر استفاده کرد. با این حال، آنها توسط پسران برکنار شدند، که گارث انیس اظهار داشت: «زیرا آنها نمی‌دانند با منابع (قابل توجهی) که در اختیار دارند چه می‌کنند». پی‌بک بر اساس انتقام‌جویان ساخته شده است.

### آمریکایی‌های جوان
آمریکایی‌های جوان (به انگلیسی: Young Americans) یک تیم نوجوانان ابرقهرمان است که با «جمهوری خواهان جوان» و گروه‌های جوانان مسیحی دیگر، در میان سایر سازمان‌های محافظه کار، ارتباط دارد. در حالی که آن‌ها در انظار عمومی تمیز و میهن‌پرست به نظر می‌رسند، عادت‌های مشکوک خود را مخفی نگه داشتند تا اینکه استارلایت گروه را ترک کرد و به هفت پیوست.

### فنتاستیکو
فنتاستیکو (به انگلیسی: Fantastico) یک گروه شامل چهار قهرمان است که در هیروگاسم نسخه شماره ۳ ظاهر می‌شوند. آنها یک تقلید از چهار شگفت‌انگیزِ مارول کامیکس هستند.

### تینج کیکس
یک گروه نوجوان ابرقهرمان با تصویری سرکش از نسل هزاره که قبلاً شامل ای-ترین بود و اغلب برای جشن گرفتن پیروزی‌های خود به روسپی‌خانه‌ها می‌رفتند. آنها تقلیدی از تایتان‌های نوجوانِ دی سی کامیکس هستند.